# آلان هيل سينيور
آلان هيل سينيور (بالإنجليزية: Alan Hale Sr.)‏ مواليد 10 فبراير 1892 في واشنطن العاصمة - الوفاة 22 يناير 1950 في هوليوود، الولايات المتحدة، هو ممثل ومخرج أمريكي بدأ مسيرته الفنية سنة 1899. امتدت مسيرته الفنية لأكثر من 51 عاما.

## الأعمال
- روبن هود
- ليلة واحدة في روما
- خطيئة مادلون كلوديه
- حدث ذات ليلة
- الحرف القرمزي
- محاكاة الحياة
- مغامرات ماركو بولو
- مغامرات روبن هود
- هذا جيشي
- مغامرات مارك توين

## روابط خارجية
- آلان هيل سينيور على موقع IMDb (الإنجليزية)
- آلان هيل سينيور على موقع تيرنر كلاسيك موفيز (الإنجليزية)
- آلان هيل سينيور على موقع أول موفي (الإنجليزية)
- آلان هيل سينيور على موقع قاعدة بيانات برودواي على الإنترنت (الإنجليزية)
- آلان هيل سينيور على موقع إن إن دي بي (الإنجليزية)
- آلان هيل سينيور على موقع قاعدة بيانات الفيلم (الإنجليزية)